# HE 1523-0901
HE 1523-0901은 우리 은하 내에 있는, 적색 거성으로 밝혀진 항성이다. 이 별은 항성 종족 II에 속하는 것으로 보이며, 중원소 함량이 적은 별이다([Fe/H]=-2.95). 이 별은 함부르크/유럽 남방 천문대의 안나 프레벨 일동의 연구로 금속 성분이 적은, 밝은 헤일로 별들 표본 내에서 발견되었다. 이 별의 발견 사실은 천체물리학 저널(Astrophysical Journal) 2007년 5월 10일 기사에 게재되었다.
이 별의 나이는 유럽 남방 천문대(ESO)의 초대형 망원경(Very Large Telescope)이 측정한 바에 의하면 132억 살이며, 알려진 우주의 나이(WMAP에 의하면 137억 살)에 거의 근접해 있다. 그러나 2013년 기준으로 가장 나이가 많은 항성이자 천체는 HD 140283로 변경되었다. HE 1523-0901은 여러 중성자 포획 과정에서 나타나는, 방사성 원소 우라늄과 토륨 붕괴를 통해 나이를 알아낸 최초의 항성이다. 이 별은 1세대 항성들이 우주 탄생 후 얼마 지나지 않아, 생의 끝에 다다른 뒤 초신성 폭발로 일생을 마감하고 난 잔해에서 곧장 생겨난 것으로 생각된다.

## 명칭
명칭 HE 1523-0901은 이 별이 함부르크/유럽 남방 천문대 성표 중 하나에 수록되어 있다는 의미이다. 대부분의 항성에는 여러 가지 다른 성표 명칭이 붙어 있다. 항성의 명칭을 통해 어느 성표에 수록되어 있는 천체인지를 식별할 수 있다.

## 관측
HE 1523-0901의 질량은 태양의 80퍼센트 수준이다. 남반구에서 날씨가 좋을 때 작은 망원경을 사용하면 관측할 수 있다. 이 별은 북반구에서도 위도가 낮은 곳에서는 관측이 가능하다.

## 같이 보기
- HD 140283

## 참고 문헌
1. ↑  Hubble Finds Birth Certificate of Oldest Known Star NASA
2. ↑  “HD 140283: A Star in the Solar Neighborhood that Formed Shortly After the Big Bang arXiv”. 2018년 10월 27일에 원본 문서에서 보존된 문서. 2013년 7월 19일에 확인함.
3. ↑  “A galactic fossil: Star is found to be 13.2 billion years old”. physorg.com. 2007년 5월 10일. 2007년 5월 12일에 원본 문서에서 보존된 문서. 2007년 5월 12일에 확인함.

- “Astronomers discover HE 1523-0901 star: Almost as old as universe”. iTWire. 2007년 5월 14일에 원본 문서에서 보존된 문서. 2007년 5월 15일에 확인함.
- “Ancient star nearly as old as the universe”. MSNBC.com. 2007년 5월 14일에 확인함.